# Porubská dolina
Porubská dolina se nachází na západní straně Lúčanské Malé Fatry.
Protéká jí Porubský potok a prochází jí asfaltová cesta a zeleně značený chodník z Rajca přes sedlo pod Hnilikou Kýčerou do Valče. V údolí se nachází několik chat.